# Dickensian
Dickensian est une série télévisée britannique en vingt épisodes de 30 minutes créée et co-écrite par Tony Jordan, diffusée du 26 décembre 2015 au 21 février 2016 sur BBC One. Elle met en scène les personnages iconiques de Charles Dickens dans un quartier de Londres à l'époque victorienne et dans lequel l'inspecteur Bucket enquête sur le meurtre de Jacob Marley, l'associé d'Ebenezer Scrooge,,.
Cette série est inédite dans tous les pays francophones.

## Distribution
| Personnage             | Acteur                  | Épisodes | Livre                                  |
| ---------------------- | ----------------------- | -------- | -------------------------------------- |
| Jacob Marley           | Peter Firth             | 1–2      | Un chant de Noël                       |
| Arthur Havisham        | Joseph Quinn            | 1–       | Les Grandes Espérances                 |
| Honoria Barbary        | Sophie Rundle           | 1–       | La Maison d'Âpre-Vent                  |
| Amelia Havisham        | Tuppence Middleton      | 1–       | Les Grandes Espérances                 |
| Frances Barbary        | Alexandra Moen (en)     | 1–       | La Maison d'Âpre-Vent                  |
| Meriwether Compeyson   | Tom Weston-Jones (en)   | 1–       | Les Grandes Espérances                 |
| Bob Cratchit           | Robert Wilfort          | 1–       | Un chant de Noël                       |
| Ebenezer Scrooge       | Ned Dennehy             | 1–       | Un chant de Noël                       |
| Bill Sikes             | Mark Stanley (en)       | 1–       | Oliver Twist                           |
| Peter Cratchit         | Brenock O'Connor (en)   | 1–       | Un chant de Noël                       |
| Grand-Père             | Karl Johnson (en)       | 1–       | Le Magasin d'antiquités                |
| Edward Barbary         | Adrian Rawlins          | 1–       | La Maison d'Âpre-Vent                  |
| Nancy                  | Bethany Muir            | 1–       | Oliver Twist                           |
| Fagin                  | Anton Lesser            | 1–       | Oliver Twist                           |
| Capitaine James Hawdon | Ben Starr               | 1–       | La Maison d'Âpre-Vent                  |
| Martha Cratchit        | Phoebe Dynevor          | 1–       | Un chant de Noël                       |
| John Bagnet            | Oliver Coopersmith      | 1–       | La Maison d'Âpre-Vent                  |
| Nell                   | Imogen Faires           | 1–       | Le Magasin d'antiquités                |
| Emily Cratchit         | Jennifer Hennessy (en)  | 1–       | Un chant de Noël                       |
| Silas Wegg             | Christopher Fairbank    | 1–       | L'Ami commun                           |
| Jaggers                | John Heffernan          | 1–       | Les Grandes Espérances                 |
| Mr Bumble              | Richard Ridings         | 1–       | Oliver Twist                           |
| Mrs Bumble             | Caroline Quentin        | 1–       | Oliver Twist                           |
| Tiny Tim Cratchit      | Zaak Conway             | 1–       | Un chant de Noël                       |
| Mrs Gamp               | Pauline Collins         | 1–       | Martin Chuzzlewit                      |
| Boy                    | Benjamin Campbell       | 1–       |                                        |
| Daisy                  | Laurel Jordan           | 1–       | Barnaby Rudge                          |
| Fanny Biggetywitch     | Ellie Haddington        | 2–       |                                        |
| Inspecteur Bucket      | Stephen Rea             | 2–       | La Maison d'Âpre-Vent                  |
| Mr Venus               | Omid Djalili            | 2–       | L'Ami commun                           |
| Mary                   | Amy Dunn                | 2–       | Les Papiers posthumes du Pickwick Club |
| Sergent George         | Ukweli Roach (en)       | 3–       | La Maison d'Âpre-Vent                  |
| Sir Leicester Dedlock  | Richard Cordery         | 4–       | La Maison d'Âpre-Vent                  |
| Desk Sergeant          | Neil Findlater          | 5–6      |                                        |
| Matthew Pocket         | Sam Hoare (en)          | 6–       | Les Grandes Espérances                 |
| Constable Duff         | Jack Shalloo (en)       | 6-       | Oliver Twist                           |
| Artful Dodger          | Wilson Radjou-Pujalte   | 7–       | Oliver Twist                           |
| Thomas Gradgrind       | Richard Durden          | 10–      | Les Temps difficiles                   |
| Sally Compeyson        | Antonia Bernath         | 12–      |                                        |
| Révérend Chadband      | Stuart McQuarrie        | 14-      | La Maison d'Âpre-Vent                  |
| Révérend Crisparkle    | Richard Cunningham (en) | 14-      | Le Mystère d'Edwin Drood               |
| Major Bagstock         | Mike Burnside           | 14-      | Dombey et Fils                         |
| Lowten                 | Paul Lancaster          | 15-      | Les Papiers posthumes du Pickwick Club |